# 入江俊郎
入江 俊郎（いりえ としお、1901年（明治34年）1月10日 - 1972年（昭和47年）7月18日）は、日本の官僚、政治家、裁判官。法制局長官、貴族院議員、衆議院法制局長、最高裁判所判事。東京府出身。

## 人物
府立三中、第一高等学校、東京帝国大学卒業。1924年に内務省に入り、1927年、法制局参事官となる。 
戦後の1945年9月には法制局第一部長、同年11月には法制局次長、1946年3月には法制局長官となり、日本国憲法の立案責任者になった。1946年5月18日、昭和天皇により貴族院議員に勅選され、同和会に所属し1947年5月2日の貴族院廃止まで在任した。
日本国憲法により帝国議会及び貴族院は廃止され、国立国会図書館専門調査員であったところ、芦田内閣期の1948年7月に衆議院の法制局長に任命された。
1950年、第3次吉田内閣期の衆議院法制局では公職選挙法案に関する委員会にも出席した。
1952年8月26日、後任の法制局長が定まらないまま衆議院法制局長を辞職したが、同月30日には吉田茂内閣による任命で、史上最年少の51歳で最高裁判所判事となる。帝国議会議員の経験があったため、この人事に最高裁内部から反発があったが、最終的に内閣は入江の起用を決定し、認証式は那須御用邸で行われた。苫米地事件、チャタレー事件、砂川事件、八幡製鉄事件、練馬事件、朝日訴訟など裁判に関わる。
1952年10月1日の最高裁判所裁判官国民審査において、罷免を可とする票3,253,013票、罷免を可とする率9.67%で信任。1963年11月21日の最高裁判所裁判官国民審査において、罷免を可とする票3,101,211票、罷免を可とする率8.24%で信任。1963年の国民審査では同時に審査された9判事のうち罷免を可とする票の数が最多であった。入江を最後に、一人で2度国民審査を受けた最高裁判事はこれまで現れていない。
1971年1月9日、定年で退官した。最高裁判事在任期間は18年5か月（6707日間）で歴代1位である（2022年11月現在）。
退官後は駒澤大学教授を務めた。短歌では山下陸奥に師事し『一路』に参加、1960年には歌会始で召人を務めた。

## 栄典
- 1940年（昭和15年）8月15日 - 紀元二千六百年祝典記念章[8]
- 1971年 叙勲一等授旭日大綬章
- 1972年 叙従二位

## 著書
- 『ユス・プレトリウムの研究 羅馬私法進化論』巌松堂書店, 1926 doi:10.11501/982861
- 『自治政策』雄風館書房, 1931
- 『新憲法の実踐』(勞働講座 勞働基準法普及會, 1948
- 『日本国憲法読本』海口書店, 1948
- 『国会と地方議会』学陽書房, 1952
- 『日本国憲法制定の経緯』憲法研究会参考資料 [憲法研究会], 1954.9
- 『憲法要論』慶応通信, 1956
- 『香柏』 (一路叢書) 新星書房, 1964
- 『天と地との間』入江静, 1974
- 『憲法成立の経緯と憲法上の諸問題 入江俊郎論集』入江俊郎論集刊行会, 1976

### 共著
- 『逐条市制町村制提義』古井喜実共著. 良書普及会, 1937
- 『憲法改正と天皇の問題 憲法普及協会パンフレット』岩淵辰雄,金森徳次郎,山浦貫一,浅井清,宮沢俊義共著. 憲法普及協会, 1948.10
- 『逐条地方自治法提義』第1-2 入江俊郎 等著. 良書普及会, 1949-1950